# Kommunalvalen i Finland 2021
Kommunalval i Finland (dock inte Åland) hölls den 13 juni 2021 för mandatperioden 2021-2025. Antalet röstberättigade var 4 460 299 och av dem deltog 2 457 819 eller 55,1 % i valet. Största parti blev samlingspartiet, medan centern vann flest fullmäktigeplatser.
Enligt kommunallagen (410/2015) ska kommunalval hållas den tredje söndagen i april (förutom om den dagen är påskdagen eller söndagen efter påskdagen) vart fjärde år. Kommunalval hade hållits i april 2017 och därför skulle nya val hållas i april 2021. På grund av Covid-19-pandemin hänsköts valet till juni 2021 genom Lag om senareläggning av 2021 års kommunalval (256/2021).
Kommunalvalen på Åland hade hållits 2019 och ska hållas nästa gång 2023.[Uppdatering behövs]

## Bakgrund
Valet förrättades i enlighet med vallagen av år 1998 (2.10.1998/714). Rätt att ställa upp i valet med kandidater hade dels Finlands registrerade partier samt valmansföreningar. Minst 3, 5 eller 10 röstberättigade i en kommun krävdes för att bilda en valmansförening, antalet röstberättigade som krävdes beroende på kommunens invånarantal.

## Valresultat
Nedanstående resultat ger en total sammanställning av valen i hela Finland. För resultatet i varje kommun för sig, se respektive kommunartikel.

| Parti eller valmansförening | Parti eller valmansförening       | Röster             | Röster       | Röster | Röster | Mandatfördelning | Mandatfördelning |
| Parti eller valmansförening | Parti eller valmansförening       | Antal              | Röstskillnad | %      | +− %   | Antal            | +−               |
| --------------------------- | --------------------------------- | ------------------ | ------------ | ------ | ------ | ---------------- | ---------------- |
|                             | Samlingspartiet                   | 522 623            | −8 976       | 21,4   | +0,7   | 1 552            | +62              |
|                             | Finlands Socialdemokratiska Parti | 433 811            | −64 441      | 17,7   | -1,6   | 1 451            | -246             |
|                             | Centern i Finland                 | 363 364            | −87 165      | 14,9   | -2,7   | 2 445            | -379             |
|                             | Sannfinländarna                   | 354 236            | +126 939     | 14,5   | +5,6   | 1 351            | +581             |
|                             | Gröna förbundet                   | 259 104            | −61 131      | 10,6   | -1,9   | 433              | -101             |
|                             | Vänsterförbundet                  | 194 385            | −32 241      | 7,9    | -0,9   | 508              | -150             |
|                             | Svenska folkpartiet i Finland     | 121 494            | −4 024       | 5,0    | +0,1   | 463              | -8               |
|                             | Kristdemokraterna i Finland       | 88 259             | −17 292      | 3,6    | -0,5   | 311              | -5               |
|                             | Rörelse Nu                        | 38 943             | Ny           | 1,6    | Ny     | 49               | Ny               |
|                             | Kristall Parti                    | 6 311              | Ny           | 0,3    | Ny     | 0                | 0                |
|                             | Finlands kommunistiska parti      | 2 073              | −5 527       | 0,1    | -0,2   | 0                | -2               |
|                             | Djurrättspartiet i Finland        | 1 761              | -34          | 0,1    | 0,0    | 0                | 0                |
|                             | Blå framtid                       | 1 197              | Ny           | 0,0    | Ny     | 4                | Ny               |
|                             | Liberalpartiet – Frihet att välja | 947                | −3 170       | 0,0    | -0,2   | 0                | -5               |
|                             | Öppna Partiet                     | 435                | Ny           | 0,0    | Ny     | 0                | 0                |
|                             | Finska Folket Först               | 197                | Ny           | 0,0    | Ny     | 0                | 0                |
|                             | Medborgarpartiet                  | 41                 | Ny           | 0,0    | Ny     | 0                | 0                |
|                             | Övriga grupper                    | 50 482             | −2 644       | 2,1    | 0,0    | 292              | +65              |
| Antal giltiga röster        | Antal giltiga röster              | 2 446 312          | −124 456     | 100,0  |        | 8 859            | -140             |
| Ogiltiga röster             | Ogiltiga röster                   | 11 507             |              |        |        |                  |                  |
| Totalt                      | Totalt                            | 2 457 819 (55,1 %) |              |        |        |                  |                  |